# Bob Manno
Robert John Manno, detto Bob (Niagara Falls, 31 ottobre 1956), è un allenatore di hockey su ghiaccio ed ex hockeista su ghiaccio canadese naturalizzato italiano.

## Carriera

### Club
Dopo essersi distinto nei campionati giovanili canadesi, Manno venne selezionato dalla squadra della National Hockey League dei Vancouver Canucks come seconda scelta nell'NHL Amateur Draft 1976, la ventiseiesima assoluta. Era stato scelto anche dai Quebec Nordiques, che all'epoca militavano nella lega rivale dell'NHL, la World Hockey Association, ma Manno decise di andare a Vancouver.
Dal 1976 al 1981 si divise sostanzialmente tra i Canucks e le squadre satellite in Central Hockey League (prima i Tulsa Oilers, poi i Dallas Black Hawks). Rimasto senza contratto, passò poi per una stagione, ai Toronto Maple Leafs, in cui si distinse tanto da esser convocato per l'All Star Game.
Nella stagione 1982-83 approdò per la prima volta nel campionato italiano, all'HC Merano, fattore necessario per poter giocare - grazie al suo doppio passaporto - nella nazionale azzurra. Ma dopo una sola stagione tornò in NHL, coi Detroit Red Wings con cui giocò per due anni.
Tornò poi definitivamente in Italia, per nove stagioni: due al Merano (in cui vinse lo scudetto 1985-86), due al Fassa, tre al Milano Saima (col secondo scudetto personale nel 1990-1991) e due al Bolzano (con la vittoria di un'Alpenliga).

### Nazionale
Ha esordito con la maglia azzurra nel 1982, in un'amichevole contro la Finlandia in preparazione ai mondiali 1982, i primi giocati dall'Italia nel gruppo A dal 1959, mettendo a segno anche il gol della bandiera nella sconfitta per 4-1.
Ha poi giocato sia i mondiali del 1982 che quelli del 1983, chiusi con la retrocessione in gruppo B.
Tornato in NHL, si allontanò dalla Nazionale per alcuni anni. Ritornò a farvi parte nel 1986, entrando nel roster dei mondiali di gruppo B degli anni 1986, 1987, 1989, 1990 e 1991, questi ultimi vinti.
La vittoria ai mondiali 1991, oltre alla qualificazione ai mondiali di gruppo A 1992, significarono per l'Italia anche la qualificazione al torneo olimpico di Albertville 1992. Sarà questo l'ultimo impegno di Manno col Blue Team.

## Allenatore
Terminata nel 1994 la sua esperienza da giocatore, cominciò quella da allenatore, proprio a Bolzano, vincendo subito scudetto e Torneo 6 nazioni. Bisserà la vittoria in campionato anche nel 1995-96.
Passerà poi ad allenare l'HC Milano 24, con cui nel 1996-97 terminerà secondo proprio alle spalle del Bolzano. Quando il presidente del Milano 24, proprio per questa discussa sconfitta, dirottò la squadra nell'hockey in-line, Manno si accasò al Merano. Ha continuato poi ad allenare tra Italia (HC Asiago) e Germania (Frankfurt Lions e Augsburger Panther) fino al 2001. Per quasi sette anni è rimasto inattivo, per poi ritornare su una panchina a fine 2007, ancora in Germania, coi Straubing Tigers, che guidò per due stagioni. Passò poi all'ERC Ingolstadt da cui fu però licenziato nel febbraio 2010.

## Palmarès

### Giocatore

#### Club
- Campionato italiano: 2

Merano: 1985-1986
Milano Saima: 1990-1991
- Alpenliga: 1

Bolzano: 1993-1994

#### Nazionale
- Campionato mondiale di hockey su ghiaccio - Pool B: 1

Jugoslavia 1991

#### Individuale
- NHL All-Star Game: 1

1982

### Allenatore

#### Club
- Campionato italiano: 2

Bolzano: 1994-1995, 1995-1996
- Torneo Sei Nazioni: 1

Bolzano: 1994-1995